# Carcharhinus brevipinna
El Tiburón aleta negra, Carcharhinus brevipinna (Müller y Henle, 1839), es un gran tiburón con aletas de puntas negras, de hocico largo, cuerpo gris y ojos pequeños. Es un animal muy rápido y ágil que realiza nadando maniobras de gran complejidad.

## Rango y hábitat
Este tiburón se encuentra en aguas subtropicales de entre los 40 ° N y 40 ° S, cerca de las plataformas continentales e insulares. Los Carcharhinus brevipinna habitan profundidades de hasta 100 m. Es una especie migratoria que se acerca más a la costa en la época de cría.

## Comportamiento de alimentación (Ecología)
El tiburón aleta negra se alimenta de: sardinas, arenques, anchoas, bagre de mar, atunes, bonitos, corvinas, mojarras, rayas, sepias, calamares, y pulpos. Este tiburón puede cazar solo o en grupos siguiendo una táctica más o menos establecida: nadan a gran velocidad a través de los grupos de peces de abajo hacia arriba, llevándoles la inercia a saltar fuera del agua. 

## Ciclo de vida
El Carcharhinus brevipinna, es vivíparo, es decir, las hembras dan a luz a las crías (3 a 15). Después se alimentan con su placenta tras una gestación de 12-15 meses. Las crías miden aproximadamente 60 o 75 cm.

## Peligrosidad
El tiburón aleta negra no es peligroso para los seres humanos a menos que se le provoque. Debido a sus pequeño dientes y preferencia por peces pequeños, estos tiburones no son agresivo con animales más grandes, sin embargo, el Archivo internacional de ataques de tiburones ha registrado 13 mordeduras injustificadas de esta especie hacia los seres humanos, ninguno de las cuales desembocaron en muerte.